# Garden City (Alabama)
Garden City es un pueblo ubicado en los condados de Cullman y Blount en el estado estadounidense de Alabama. En el año 2000 tenía una población de 564 habitantes y una densidad poblacional de 95.6 personas por km².

## Geografía
Garden City se encuentra ubicado en las coordenadas 34°0′33″N 86°44′53″O / 34.00917, -86.74806. Según la Oficina del Censo, la localidad tiene un área total de 5,9 km² (2,3 mi²), de la cual 5,9 km² (2,3 mi²) es tierra y 0 km² (0 mi²) (0.00%) es agua.

## Demografía
Según la Oficina del Censo en 2000 los ingresos medios por hogar en la localidad eran de $28,000, y los ingresos medios por familia eran $37,031. Los hombres tenían unos ingresos medios de $25,583 frente a los $20,000 para las mujeres. La renta per cápita para la localidad era de $13,793. Alrededor del 10,7% de la población estaban por debajo del umbral de pobreza.